# Molophilus kokora
Molophilus kokora är en tvåvingeart som beskrevs av Günther Theischinger 1992. Molophilus kokora ingår i släktet Molophilus och familjen småharkrankar. Inga underarter finns listade i Catalogue of Life.